# 1988년 하계 올림픽 동독 선수단
동독은 1988년 9월 17일부터 10월 2일까지 대한민국 서울에서 열린 1988년 하계 올림픽에 참가했다. 동독은 1988년 하계 올림픽에서 소련에 이어 종합 2위를 차지하였다. 이 대회는 1990년에 동독이 서독과 통일되어 동독 선수단이 마지막으로 참가한 동계 올림픽 대회가 되었다.

## 출전 선수
| 종목   | 남자 | 여자 | 전체 |
| ------ | ---- | ---- | ---- |
| 육상   | 25   | 33   | 58   |
| 복싱   | 11   | –    | 11   |
| 카누   | 11   | 4    | 15   |
| 사이클 | 14   | 3    | 17   |
| 다이빙 | 2    | 2    | 4    |
| 펜싱   | 7    | 0    | 7    |
| 체조   | 6    | 6    | 12   |
| 핸드볼 | 13   | 0    | 13   |
| 유도   | 4    | –    | 4    |
| 조정   | 21   | 23   | 44   |
| 요트   | 7    | 2    | 9    |
| 사격   | 13   | 2    | 15   |
| 수영   | 11   | 15   | 26   |
| 배구   | 0    | 12   | 12   |
| 역도   | 4    | –    | 4    |
| 레슬링 | 8    | –    | 8    |
| 전체   | 157  | 102  | 259  |

## 같이 보기
- 올림픽 동독 선수단